# 차회당
차회당(일본어: 車会党 샤카이토[*])은 1882년(메이지 15년) 10월 4일, 자유당 좌파 오쿠노미야 켄시 등이 결성한 정치결사다. 이후 창당식을 하고 정당이 되었다.
1882년 6월 25일, 도쿄 마차철도(신바시~니혼바시 구간)이 개업하며 마차철도가 시작된 이래 그전까지 주요 교통수단이었던 인력거 수요가 감소하고 실업자로 전락한 인력거꾼이 증가했다.
그 무렵 오쿠노미야 켄시, 사쿠라다 모모에 등은 무산대중 조직화에 착수하고 있었기 때문에, 이 철도부설로 인해 실직한 인력거꾼에 주목했다. 그래서 인력거꾼 미우라 카메키치를 끌어들여 10월 4일 칸다묘진 경내에서 인력거꾼대간친회(人力車夫大懇親会)를 열었다. 참여자에게 술을 무제한으로 준다는 전단지를 뿌리자 인력거꾼 300여명이 모였다. 식장에서 미우라는 인력거꾼도 사람이라며, 천부인권사상과 단결의 필요성을 설명했다. 이후 곳곳에서 간담회를 열고 홍보활동을 전개하며 언론은 이들을 “차회당”이라고 이름붙였다. 11월 24일 인력거꾼 정담연설회가 열려 인력거꾼과 일반인 등 2,000 여명이 참석한 가운데 이 자리를 창당식을 겸해 정당을 창당했다.
창당식에서 나흘 뒤인 11월 28일 오쿠노미야와 미우라가 연설을 막으려던 경비순사를 폭행했다가 공무집해방해죄로 검거, 투옥되었고, 이듬해인 1883년 1월 18일 사쿠라다도 병사하여 차회당은 자연 소멸했다.
제국의회 개설(1889년) 이전에 창당하고 소멸했기 때문에 의원을 배출하지는 못했지만, 일본 최초의 무산정당으로 평가받기도 한다.

## 참고 자료
- 絲屋寿雄『自由民権の先駆者-奥宮健之の数奇な生涯』、大月書店、1981年10月。